# Saraguro
Els saraguro són un poble de la nació kichwa, la majoria dels quals viuen al cantó de Saraguro a la província de Loja de l'Equador. Tot i que la majoria parla ara espanyol, també es parla runashimi o kichwa, un dialecte quítxua i s'estan implementant esforços de revitalització lingüística Així mateix, els saraguro han conservat bona part de la seva terra, costums i vestits tradicionals. Segons el cens de població de l'INEC de 2010, la població total del cantó de Saraguro és de 30.183 habitants, però aquest total inclou tant els indígenes com els no indígenes que viuen a Saraguro.

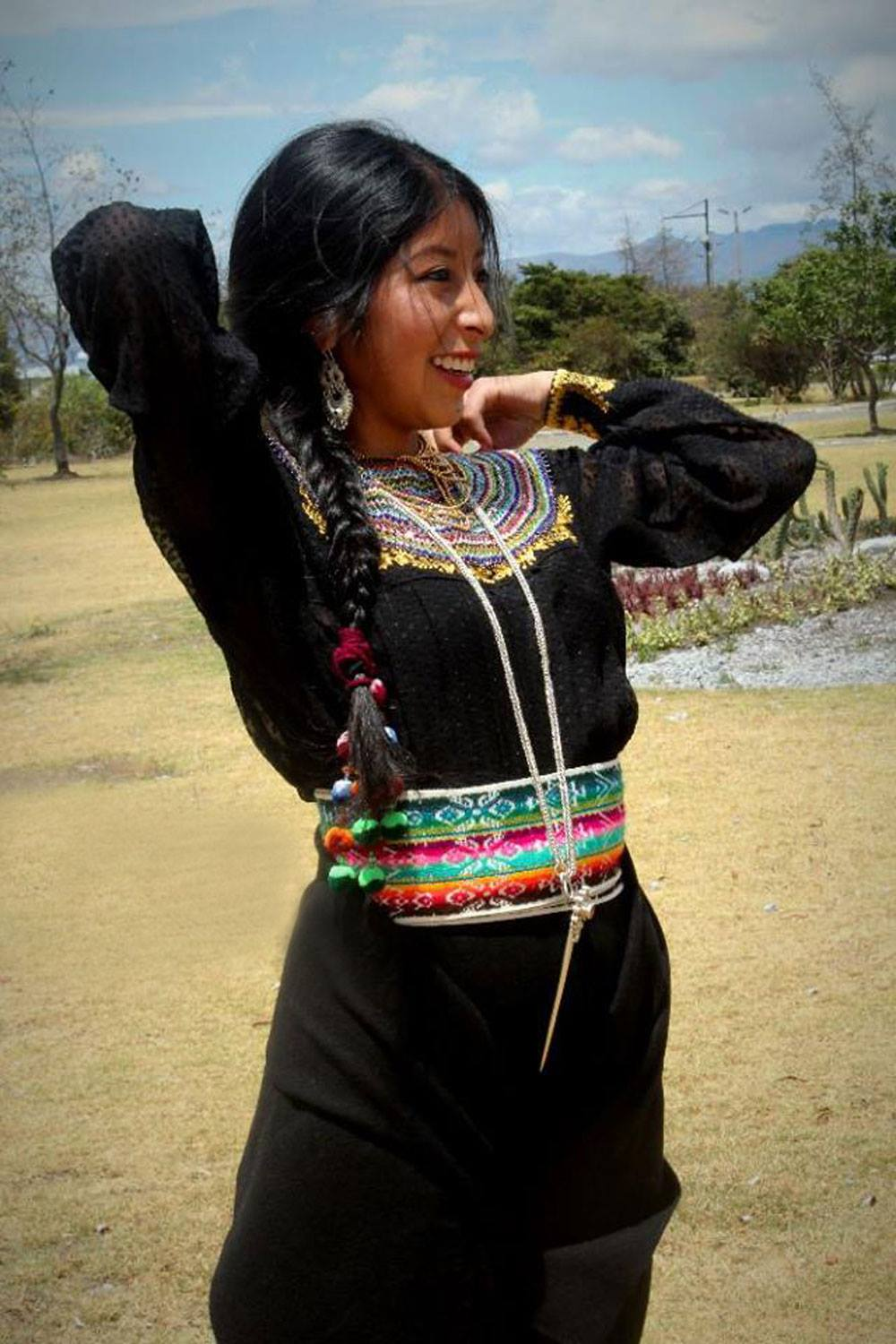
Dona saraguro

Els Saraguro poden ser descendents de pobles reassentats de regions llunyanes de l'Imperi Inca al segle xv i principis del XVI.

## Localització
Habiten principalment al sud del l'Equador a la província de Loja, en la seva majoria a Saraguro, d'aquí prové el nom del cantó, encara que també es troben en Yacuambi (Zamora Chinchipe).Al cantó Saraguro se situen en les parròquies de Saraguro, Tenta, Paraíso de Celén, San Antonio de Cumbe, El Tablón, Lluzhapa, Selva Alegre i Urdaneta. A més, al Cantó Loja es troba a la parròquia San Lucas. Per acabar, al Cantó Zamora estan a les parròquies de Guadalupe, Imbana, Guayzimi, Zumbi, 28 de Mayo, La Paz, Tutupali, Yantzaza, i a les províncies d'Azuay i Pichincha. Per la migració del poble Saraguro principalment es troba fora de l'Equador.

## Idioma
L'idioma matern del poble Saraguro és el Kichwa; actualment enfronta una greu problemàtica soci-lingüística, ja que s'evidencia la pèrdua de funcionalitat de la llengua materna convertida en passiva en la majoria de les comunitats, en les quals s'ha estès el predomini i ús generalitzat del Castellà com a primera llengua.

## Etimologia
Etimològicament, en el nom "Saraguro" els escriptors i historiadors han relacionat en dos vocables: "Sara" = "Moresc" i "Gurú" o "Curú" = cuc, encara que això de "juro" és bastant relatiu (altres escriptors han relacionat amb el terme "atabalat"). Però també hi ha altres interpretacions del qual podria derivar-se Sara = Moresc i "Kuri" = Or. Per altres, la seva denominació faria referència a les panotxes seques de blat de moro, o provindria de sara i jura (germinat), és a dir, significaria blat de moro que germina o creix. El que sí és clar, independentment del seu significat, és que el seu nom està estretament lligat al blat de moro i reafirma la importància econòmica, social i simbòlica que aquest té en la vida del poble Saraguro.

## Pel·lícula
La pel·lícula Saraguro: Historia Escrita con Sangre Inka (2010) rastreja les arrels dels orígens del poble saraguro combinant dades antropològiques amb la cosmovisió Inka en consulta amb el poble saraguro.